# Albert Harris
Albert Harris, właśc. Aaron Hekelman (ur. 28 listopada 1911 w Warszawie, zm. 1974 lub 1976 w Stanach Zjednoczonych) – polski piosenkarz, kompozytor i autor tekstów pochodzenia żydowskiego. Posiadacz jednego z najpopularniejszych głosów w muzyce popularnej przedwojennej Polski. Kierownik artystyczny Polskiego Radia w 1944 roku.
Przed wojną nagrywał głównie z orkiestrą dyrygowaną przez Jerzego Gerta dla wytwórni „Odeon”. W 1944 roku zasłynął swoją kompozycją Piosenka o mojej Warszawie, obecnie utożsamianą z Mieczysławem Foggiem. Harris jest też autorem piosenki Nie masz cwaniaka nad Warszawiaka z 1946 roku, spopularyzowanej na początku lat 60. przez Stanisława Grzesiuka. W latach 1946–1949 pracował w Szwecji, gdzie skomponował melodie do trzech filmów.

## Życiorys

### Młodość i kariera przed wojną
Aaron Hekelman urodził się 28 listopada 1911 roku w nieistniejącej już kamienicy przy ulicy Nowolipie 12 w Warszawie w rodzinie średnio zamożnego kupca imieniem Kopel Hekelman, zajmującego się pośrednictwem handlowym. Ukończył mieszczące się przy ulicy Tłomackie żydowskie Gimnazjum Męskie Towarzystwa „Askola” (nauczające w języku polskim) i wkrótce po zdaniu matury rozpoczął swoją karierę pod pseudonimem „Albert Holm”. Jego debiutem wokalnym na płycie było najprawdopodobniej nagranie piosenki Rebeka dla wytwórni płytowej „Cristal Electro” w 1932 roku. Z czasem stał się głównym dostawcą i wykonawcą utworów w podobnym klimacie. Dzięki systematycznej nauce i zdobytemu doświadczeniu (pobierał lekcje śpiewu, znakomicie grał na pianinie i studiował kompozycję), piosenkarz dostał możliwość nagrywania w bardziej prestiżowych wytwórniach płytowych. Rok później przeniósł się do wytwórni „Lonora Electro”, dla której nagrywał pod nowym pseudonimem „A. Liff”.
Szczyt kariery piosenkarza przypadł na lata 1936–1939, kiedy mógł corocznie zawierać kontrakty z jedną z najpopularniejszych wytwórni fonograficznych w kraju – „Odeonem”. W tym czasie przyjął ostatni, najbardziej znany pseudonim – „Albert Harris”. W niemal wszystkich nagraniach dla „Odeonu” towarzyszył mu jeden z najlepszych zespołów – Orkiestra taneczna „Odeon” pod dyrekcją Jerzego Gerta, gwarantująca nagrania najwyższej jakości. W tamtym czasie, Harris nagrywał głównie sprawdzone przeboje popularyzowane wcześniej przez Adama Astona, Mieczysława Fogga i aktorów wykonujących je w filmach. Obecnie do najpopularniejszych nagrań Harrisa z tamtego okresu zaliczyć można jego wykonania piosenek Ada, to nie wypada (1936), Bukiecik fiołków (1937) i Gdy gitara gra piosenkę (duet z Wierą Gran, 1938). W latach 1936–1937 tworzył ze Stefanem Boberem, prowadzącym orkiestry „Szał”, duet Bob i Harris. Prawdopodobnie w kręgu zainteresowań piosenkarza znajdowała się przede wszystkim muzyka jazzowa, co można wnioskować z jego ponadprzeciętnych, jak na realia ówczesnej Polski, umiejętności improwizatorskich (Już taki jestem zimny drań, 1935). Fascynacja jazzem u Harrisa odbiła się też na komponowanej przez niego muzyce filmowej (ścieżka dźwiękowa Hotelu Polonia, 1945). Także jedyna kompozycja piosenkarza wydana przed wojną – Miałem w sercu wiosnę (1938) jest osadzona w stylistyce jazzowej.

### Losy wojenne i kariera w PRL
Po rozpoczęciu wojny Albert Harris został ewakuowany do Białegostoku, ze względu na krótkowzroczność nie został powołany do wojska – zawsze nosił okulary z bardzo grubymi soczewkami. W 1940 roku został członkiem założonej przez Henryka Warsa lwowskiej orkiestry „Tea-Jazz”, z którą w lecie tego samego roku odbył tournée do Odessy, Woroneża, Kijowa i Leningradu, a także nagrał rosyjskojęzyczną wersję piosenki Warsa z 1931 roku p.t. Zapomnienie. Przebywając za granicą Harris napisał około stu utworów. Najważniejszym, a zarazem najpopularniejszym z nich stała się napisana w 1944 roku Piosenka o mojej Warszawie. Harris skomponował do niej muzykę, napisał słowa i nagrał ją w Komitecie do Spraw Sztuki przy Radzie Komisarzy Ludowych ZSRR z orkiestrą Adolfa Rosnera. W 1944 roku był kierownikiem Polskiego Radia i zajmował się przygotowywaniem spektakli rewiowych dla polskich teatrów wojskowych, oraz organizował razem z kilkoma doświadczonymi aktorami teatrów warszawskich nowy teatr rewii i satyry w Lublinie.
Po wojnie, w 1945 roku wraz ze swoim bratem Mieczysławem napisał muzykę do 3. numeru propagandowej Polskiej Kroniki Filmowej zatytułowanego Hotel „Polonia”, dobitnie krytykującego gości z zachodnich państw wypoczywających w warszawskim Hotelu Polonia. W tym samym roku Harris regularnie występował w łódzkich salach teatralnych, m.in. w Grand Café i w Kinie Polonia przy ul. Piotrkowskiej. Momentem kulminacyjnym owych koncertów było wykonywanie Piosenki o mojej Warszawie. Zdezorientowani cudzoziemcy przyzwyczaili się do niej nie tańczyć, a przedstawiciele mniejszych państw podnosili się nawet z miejsc i stawali na baczność w głębokim skupieniu, ażeby nie urazić uczuć polskiej publiczności. Po wykonaniu następowała Odpowiedź Warszawy – utwór ze słowami Heleny Zahorskiej-Pauly do tej samej melodii, przy dźwiękach którego, Harris przeciskał się przez rozentuzjazmowany tłum i zajmował miejsce przed orkiestrą, gdzie przyjmował gratulacje.
W lutym 1946 roku piosenkarz wciąż pojawiał się w ramówkach audycji radiowych. W niejasnych okolicznościach Harris jeszcze tego samego roku wyjechał z Polski, co według niektórych źródeł miało związek z odmówieniem mu realizacji w kraju jego pomysłu na film Piosenka o mojej Warszawie, w której zagrałby główną rolę bohaterskiego powstańca warszawskiego. Miał mieć pretensję, że przedwojenni producenci byliby na pewno skorzystali z przebojowej piosenki w przebojowym filmie patriotycznym. Doniesienia te pochodzą z tygodnika społeczno-literackiego „Kuźnica”, w którym 14 października 1946 roku ukazał się obszerny, krytykujący go artykuł autorstwa Jana Rojewskiego p.t. Albert Harris. Bohater naszych czasów z karykaturami Mieczysława Piotrowskiego. Rojewski, który pracował z Harrisem rok wcześniej nad filmem PKF (był jego autorem), pisał teraz o piosenkarzu jako promotorze „romantycznego ideału drobnomieszczańskiego kołtuństwa”. Dramaturg ośmieszał Harrisa, pisząc:

Nie był podobny do żadnego ze swoich ideałów. Bolał nad tym bardzo. Krótkie kwadratowe nogi na kaczym platfusie, i ogromna kwadratowa głowa robiły wrażenie chodzącego układu Pitagorasa, przy czym kwadrat głowy był naprawdę równy sumie kwadratów nóg, wystawianych na przyprostokątnych wiecznie rozpiętego rozporka.

### Kariera w Szwecji
5 stycznia 1947 roku, łódzki „Kurier Popularny” donosił o bieżącej popularności Piosenki o mojej Warszawie w Sztokholmie, która rzeczywiście pod tytułem Sången om Warszawa (szwedzkie słowa: Carl-Arne) była wówczas nagrywana przez takich artystów jak Bertil Boo.

Szlagierem bieżącego sezonu jest Piosenka o mojej Warszawie. Przywiózł ją tu osobiście sam Albert Harris. Ma zmysł kupiecki. Błyskawicznie opanował rynek. Jest dziś najmodniejszym kompozytorem w Szwecji. Nikt tu oczywiście nie wie o jego opinii w kraju. Nikt nie czytał, że ten sentymentalny boston jest podobno plagiatem. Wiadomości z Polski przychodzą tu bardzo spóźnione. Sztokholm jest na razie w okresie, w którym nasze pisma pasowały Harrisa na bohatera narodowego. Oczywiście nikt nie wie również, że kompozytor Piosenki o mojej Warszawie wyjechał do Stanów Zjednoczonych. Wszyscy wiedzą natomiast, że przebywa on w Szwecji i czasem śpiewa swój przebój osobiście.

Albert Harris skomponował melodie do trzech szwedzkich filmów: Sången om Stockholm (1947), Tappa inte sugen (1947) i Greven från gränden (1949). Piosenka z tego pierwszego – När du hör min melodi została nagrana przez piosenkarza i wydana przez wytwórnię „Odeon” w języku polskim pod tytułem Kiedy zabrzmi ta melodia dla szwedzkiej Polonii. To prawdopodobnie ostatnie nagranie wokalne Harrisa. W latach 1955–1956 komponował instrumentalne utwory w stylistyce easy listening dla swojego brata Mieczysława, który nagrywał je dla duńskich i szwedzkich wytwórni pod pseudonimem Martin Harris na organach Hammonda. Niedługo później Albert Harris opuścił Szwecję, skąd udał się najpierw do Wenezueli, a następnie do Stanów Zjednoczonych, gdzie w połowie lat 70. zmarł w zapomnieniu.

## Filmografia
- Polska Kronika Filmowa Nr. 3 – Hotel „Polonia” (1945)
- Sången om Stockholm(inne języki) (1947)
- Tappa inte sugen(inne języki) (1947)
- Greven från gränden(inne języki) (1949)

### Źródła
1. ↑  Albert Harris : kompozytor - Stare Melodie [online], staremelodie.pl [dostęp 2020-01-09] (pol.).
2. 1 2 3 4 5  Tomasz Lerski. Pamięci Alberta Harrisa. „Gazeta Wyborcza”, s. 1, 1996. (ros.).
3. 1 2 3 4 5 6  Jan Rojewski. Albert Harris. Bohater naszych czasów. „Kuźnica”. 40 (2), s. 9, 1946-10-14. Zespół Kuźnicy, Łódź. (pol.).
4. ↑  Orkiestra „Szał”. www.muzeumjazzu.pl. [dostęp 2024-08-03]. (pol.).
5. ↑  Juliette Bretan: Polska piosenka idzie na wojnę. www.culture.pl, 2021-04-01. [dostęp 2024-08-03]. (pol.).
6. 1 2  W rozmowie z Albertem Harrisem. „Gontyna”. 1 (1), s. 26, 27, 1944-01-08. Zespół Młodych. (pol.).
7. 1 2  Albert Harris w „Bagateli”. „Robotnik”. 210 (51), s. 3, 1945-08-15. Rada Naczelna Polskiej Partii Socjalistycznej. (pol.).
8. ↑  Jan Rojewski, Olgierd Samucewicz: Polska Kronika Filmowa Nr. 3 – Hotel Polonia. [w:] Wytwórnia Filmów Dokumentalnych i Fabularnych [on-line]. [dostęp 2024-08-03]. (pol.).
9. ↑  Afisz: Od 1-go września 1945 r. w nowej sali teatralnej Grand Café Piotrkowska 72 codziennie o godzinie 8-ej wieczorem występują: Albert Harris i Mieczysław Harris. www.polona.pl. [dostęp 2024-08-03]. (pol.).
10. ↑  Wielki poranek pieśni i humoru. „Głos Robotniczy”. 151 (1), s. 2, 1945-11-23. Wojewódzki Komitet PPR Łódź. (pol.).
11. ↑  Polskie Radio – Łódź Sala 224. „Kurier Popularny”. 41 (2), s. 7, 1946-02-10. Polska Partia Socjalistyczna. (pol.).
12. 1 2  Albert Harris szaleje w Sztokholmie. „Kurier Popularny”. 5 (3), s. 5, 1947-01-05. Polska Partia Socjalistyczna. (pol.).
13. ↑  Catalog of Copyright Entries, New Series. Part 3: Published Musical Compositions 1946: Vol 41. United States Copyright Office, s. 256. [dostęp 2024-08-04]. (ang.).
14. ↑  Martin Harris na stronie Discogs. wwwdiscogs.com. [dostęp 2024-08-08]. (ang.).
15. ↑  Albert Harris (1911–1976) na stronie Internet Movie Database. www.imdb.com. [dostęp 2024-08-04].